# Station Berlin-Pankow
Pankow is een station van de S-Bahn van Berlijn, gelegen aan de Berliner Straße in het noordoostelijke stadsdeel Pankow. Het S-Bahnstation opende op 15 oktober 1880 aan de Stettiner Bahn en wordt tegenwoordig bediend door de lijnen S2 en S8. Het gelijknamige metrostation, vrijwel haaks op de spoorlijn, vlak ten oosten van het stationsgebouw werd geopend op 16 september 2000 en is sindsdien het noordelijke eindpunt lijn U2. Tot 1993 droeg het metrostation Vinetastraße de naam Pankow.

## S-Bahnstation
De in 1843 geopende Berlin-Stettiner Eisenbahn, die de Duitse hoofdstad verbond met Pommeren, liet het ongeveer een kilometer ten noorden van de spoorbaan gelegen dorp Pankow aanvankelijk letterlijk links liggen. Op 15 oktober 1880 kwam er alsnog een station Pankow bij de kruising van de straatweg die vanuit de dorpskern naar Berlijn voerde. In 1893 werd het station hernoemd tot Pankow-Schönhausen, naar het nabijgelegen Schloss Schönhausen en het dorp Niederschönhausen.

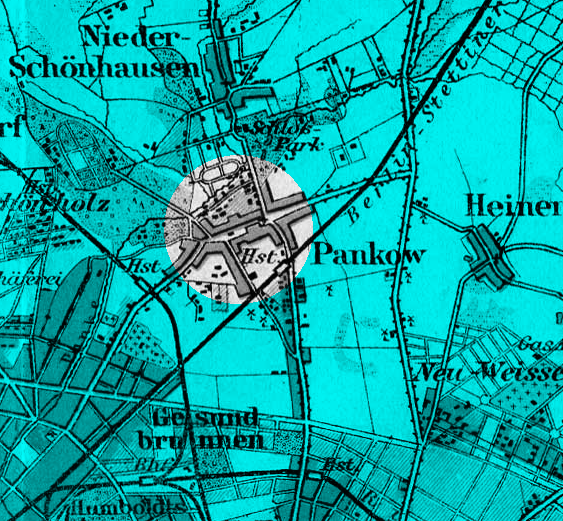
Ligging van station Pankow ten opzichte van de dorpskern, 1894

Rond 1910 werd langs de hoofdspoorlijn een extra spoor voor voorstadstreinen naar Bernau aangelegd. Bij deze gelegenheid werd het station van Pankow herbouwd, evenals de overige stations aan de lijn. Tien jaar later besloot men de voorstadslijn te elektrificeren. Aanvankelijk was stroomvoorziening via een bovenleiding voorzien en werden er masten langs de spoorbaan geplaatst, maar later besloot men tot elektrificatie door middel van een derde rail. In Pankow-Schönhausen werd hiertoe een gelijkrichterstation ingericht. Op 8 augustus 1924 stopten de eerste elektrische treinen in het station. Vijf jaar later ging de lijn samen met een aantal andere elektrische voorstadslijnen het nieuwe S-Bahnnet vormen.
In april 1945 werd het S-Bahnverkeer in verband met de oorlogsverwoestingen stilgelegd. Op 11 juni 1945 werd de dienst provisorisch hersteld met stoomtreinen, een maand later werd er weer elektrisch gereden. Op 3 oktober 1954 kreeg het station zijn oorspronkelijke naam Pankow terug.
Tussen 2003 en 2004 onderging station Pankow, dat de monumentenstatus geniet, een modernisering. Tegelijkertijd werd de spoorbrug over de Berliner Straße volledig herbouwd en voorzien van sporen voor een nieuwe hoofdlijn naar Berlin Hauptbahnhof. Met de opening van het nieuwe centraal station van Berlijn op 28 mei 2006 gingen ook regionale treinen van de oude Stettiner Bahn gebruikmaken, echter zonder in Pankow te stoppen. Een station voor de RegionalExpress-lijnen RE3 en RE5 is voorzien, maar realisering van het project is vanwege de slechte financiële situatie van de Duitse hoofdstad voorlopig niet waarschijnlijk.